# Damian Willemse
Damian Willemse (Strand, 7 de mayo de 1998) es un jugador sudafricano de rugby que se desempeña como Apertura o Fullback para los Stormers del United Rugby Championship, y para los Springboks internacionalmente. Es hermano menor del también jugador de rugby Ramone Samuels.

## Carrera
Debutó en la primera de Western Province, uno de los equipos que compite en la Currie Cup, en 2017 y el mismo año fue contratado por los Stormers, una de las cuatro franquicias sudafricanas del Super Rugby. Juega con ambos equipos desde entonces y es el apertura titular de los mismos.

### Selección juvenil
Fue convocado a los Baby Boks para disputar el Campeonato Mundial de Rugby Juvenil 2017. En el torneo Willemse fue el apertura titular y los sudafricanos obtuvieron la tercera posición.

### Selección nacional
Willemse fue llamado a formar parte de la lista de convocados de los Springboks por el nuevo entrenador en jefe Rassie Erasmus para disputar el Rugby Championship 2018. 
hizo su debut el 18 de agosto frente a los Pumas en Durban, entrando desde el banco.
Willemse no fue nombrado inicialmente en el equipo de Sudáfrica para la Copa Mundial de Rugby de 2019. Sin embargo, fue llamado para reemplazar al lesionado Jesse Kriel durante la fase de grupos. Sudáfrica ganó el torneo y derrotó a Inglaterra en la final.
En 2023 volvió a ser nombrado para la Copa Mundial de Rugby de 2023, la cual Sudáfrica ganó derrotando en la final a Nueva Zelanda.

#### Participaciones en Copas del Mundo
| Mundial                       | Sede    | Resultado | PJ | Tries |
| ----------------------------- | ------- | --------- | -- | ----- |
| Copa Mundial de Rugby de 2019 | Japón   | Campeón   | 1  | 1     |
| Copa Mundial de Rugby de 2023 | Francia | Campeón   | 6  | 1     |

## Palmarés
- Campeón de la Currie Cup de 2017.
- Copa Mundial de Rugby de 2019[1]
- Copa Mundial de Rugby de 2023